# Étienne Dinet
Alphonse-Étienne Dinet (París, 28 de marzo de 1861 - París, 24 de diciembre de 1929), también conocido como Nasr'Eddine Dinet tras su conversión al Islam, fue un pintor orientalista francés.

## Biografía

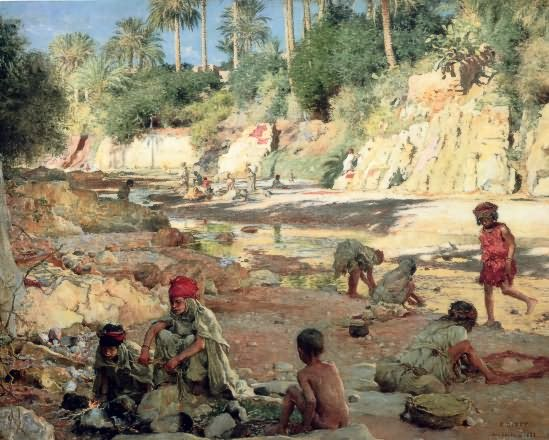
Pequeñas lavanderas en el Wadi

Dinet era hijo de un prominente juez francés. A partir de 1871, estudió en el Liceo Enrique IV. Después de su graduación en 1881 se matriculó en la École Nationale Supérieure des Beaux-Arts e ingresó en el estudio de Victor Galland. Al año siguiente, estudió con William Bouguereau y Tony Robert-Fleury en la Académie Julian. También exhibió sus obras por primera vez en el Salón de París.
Hizo su primer viaje a Bou Saada, en el sur de Argelia en 1884, con un equipo de entomólogos. Al siguiente año hizo un segundo viaje tras recibir una beca del gobierno, esta vez a la ciudad de Laghouat en el Valle de M'Zab. En esa época pintó sus dos primeros cuadros sobre Argelia: Les Terrasses de Laghouat y l'Oued M'sila après L'orage.
Logró la medalla de plata de pintura en la Exposición Universal en 1889, y en el mismo año fundó la Société Nationale des Beaux-Arts, junto con Meissonier , Puvis de Chavannes , Rodin, Carolus Duran y Charles Cottet.
En 1903 compró una casa en Bou Saada y pasó los tres trimestres de cada año allí. Anunció su conversión al islam en una carta privada escrita en 1908, y completó su conversión formal en 1913, en la que cambió su nombre por el de Nasr "Eddine Dinet. En 1929 él y su esposa realizaron el Hajj en La Meca. El respeto que se ganó entre los nativos de Argelia se vio reflejado en las más de 5.000 personas que asistieron a su funeral el 12 de enero de 1930 en Bou Saada. Allí fue elogiado por el exgobernador general de Argelia Maurice Viollette.

## Trabajo
La comprensión de Dinet de la cultura árabe y su lenguaje lo distingue del resto de artistas orientalistas. Sorprendentemente, fue capaz de encontrar modelos para desnudos en la zona rural de Argelia. Antes de 1900, la mayor parte de su obra podría definirse como "anecdóticas escenas de género". A medida que se interesaba más en el islam, comenzó a pintar temas religiosos con más frecuencia. También se dedicaba a la traducción de obras de literatura árabe al francés, entre sus traducciones destaca la del poema épico del siglo XIII de Antarah ibn Shaddad, que fue traducido en 1898.

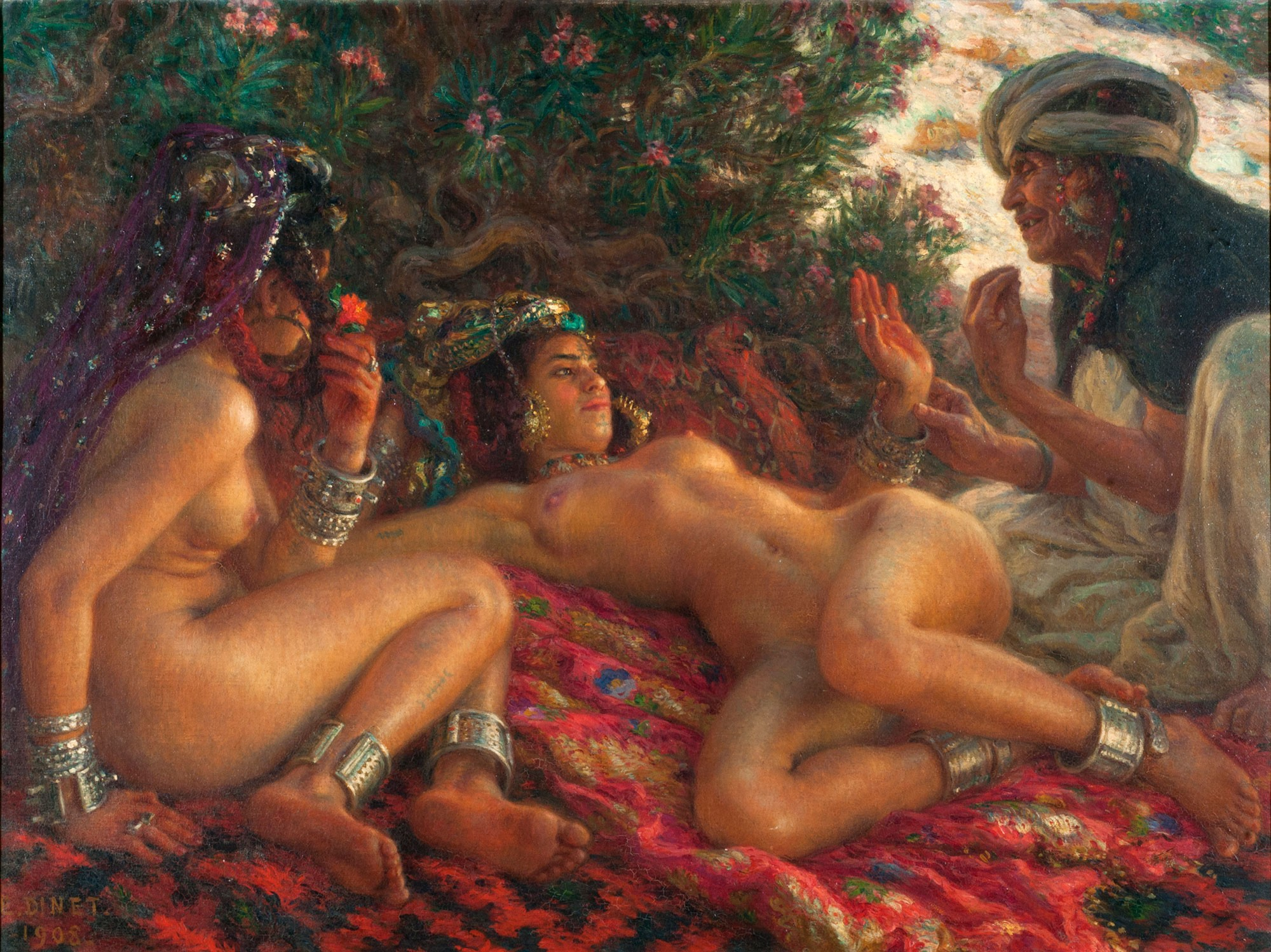
La mensajera de Satanás - Étienne Dinet